# Лэнг, Джессика
Дже́ссика Фи́ллис Лэнг (встречается транслитерация Ланж; англ. Jessica Phyllis Lange [ˈlæŋ], род. 20 апреля 1949, Клоке, Миннесота, США) — американская актриса театра, кино, телевидения и озвучивания, продюсер, фотохудожник, иллюстратор, певица, филантроп и Посол доброй воли ЮНИСЕФ. Лауреат двух премий «Оскар» (1983, 1995), трёх премий «Эмми» (2009, 2012, 2014), пяти премий «Золотой глобус» (1977, 1983, 1995, 1996, 2012), премии Гильдии киноактёров США (2012) и премии «Тони» (2016).
Хотя Джессика Лэнг дебютировала на большом экране в 1976 году в фильме «Кинг-Конг», её прорыв состоялся шесть лет спустя, когда она выиграла премию «Оскар» за лучшую женскую роль второго плана в комедии «Тутси» (1982) и одновременно выдвигалась на эту же премию в номинации «Лучшая женская роль» за роль Фрэнсис Фармер в драматическом фильме «Фрэнсис» (1982).
Во второй половине восьмидесятых она ещё трижды была номинирована на премию «Оскар» в категории «Лучшая женская роль» в фильмах: «Деревня» (1984), «Сладкие грёзы» (1985) и «Музыкальная шкатулка» (1989). В 1995 году Джессика Лэнг была удостоена второй премии «Оскар» за «Лучшую женскую роль» в мелодраме «Голубое небо» (1994).
Также актриса семь раз была номинирована на премию «Эмми» (1996, 2004, 2013, 2015, 2017— дважды, 2019), одиннадцать раз на премию «Золотой глобус» (1983, 1985, 1990, 1993, 1998, 2004, 2010, 2013, 2014, 2015, 2018), пять раз на премию Гильдии киноактёров США (1995, 2010, 2013, 2014, 2018) и один раз на премию BAFTA (1983).
С 2011 по 2018 год Лэнг снималась в сериале телеканала FX «Американская история ужасов», за роли в котором была удостоена двух премий «Эмми» в 2012 и 2014 году, а также премии «Золотой глобус» и премии Гильдии киноактёров США в 2012 году.
В 2016 году была удостоена высшей американской театральной премии «Тони» в номинации «Лучшая женская роль в пьесе», «Долгий день уходит в ночь».
В 2017 году за исполнение роли легендарной американской актрисы Джоан Кроуфорд в сериале «Вражда» была снова номинирована на премию «Эмми», а в 2018 году — на «Золотой глобус» и премию Гильдии киноактёров США.
Получившую за свою карьеру огромное количество наград и премий Джессику Лэнг часто называют одной из величайших актрис своего поколения.

## Ранние годы и образование
Джессика Лэнг родилась 20 апреля 1949 года в городе Клоке, округ Карлтон, штат Миннесота, США. Её отец, Альберт Джон Лэнг (1913—1989), был учителем и коммивояжёром, а мать Дороти Флоренс (урождённая Сальман; 1913—1998), была домохозяйкой. У Джессики есть две старшие сестры, Энн и Джейн, а также младший брат, Джордж. По отцовской линии её родословная берёт начало в Германии и Нидерландах, в то время как её материнское происхождение берёт своё начало в Финляндии. Из-за специфики профессии её отца ранняя жизнь Джессики была хаотичной. Её семья переезжала более десятка раз в разные города в штате Миннесота, пока наконец не вернулась обратно в её родной город, где она окончила среднюю школу Клоке.
В 1967 году она получила художественную стипендию, чтобы изучать искусство и фотографию в университете штата Миннесота, где познакомилась и начала встречаться с испанским фотографом Пако Гранде. После того, как они поженились в 1971 году, Лэнг оставила университет, чтобы начать вести более богемный образ жизни, она предпочитала путешествовать по всей территории США и Мексики в микроавтобусе со своим мужем Пако Гранде. Затем супруги переехали в Париж, где они вскоре расстались, но продолжали оставаться в официальном браке до 1981 года. В то время в Париже Джессика начала изучать театр пантомимы под руководством прославленного мима Этьена де Круа и вступила в «Оперно-комический театр», где выступала в качестве танцовщицы.
Вскоре она переехала на съёмную квартиру вместе с Джерри Холл и Грейс Джонс, во время выступления в театре её талант обнаружил модный иллюстратор Антонио Лопес и впоследствии она стала работать моделью, заключив контракт с модельным агентством Вильгельмина. В 1973 году Джессика вернулась в США и начала работать в Нью-Йорке официанткой в квартале Гринвич-Виллидж. Вскоре Лэнг познакомилась с известным голливудским продюсером Дино Де Лаурентисом, который посоветовал ей пойти на актёрские пробы его нового фильма «Кинг-Конг» (1976).

## Карьера

### 1976 год:Дебютная роль
Джессика Лэнг дебютировала на большом экране в 1976 году, обыграв на пробах актрис Мерил Стрип и Голди Хоун, на роль молодой девушки Дуэн в осовремененной экранизации фильма «Кинг-Конг» режиссёра Джона Гиллермина. В основе сюжета картины нефтеразведочная экспедиция компании «Petrox», которая отправилась на малоизученный тихоокеанский остров. По пути экспедиция спасает потерпевшую кораблекрушение начинающую актрису Дуэн. На острове все они сталкиваются с гигантской гориллой, которую местные жители называют Конг, и она похищает Дуэн. Однако одному из участников экспедиции молодому учёному Джеку Прескотту (его сыграл Джефф Бриджес) удаётся её спасти, и руководитель экспедиции решает, что если им не удалось найти на острове нефтяной источник, то будет неплохо вывести с острова гигантскую гориллу и зарабатывать на ней, демонстрируя Нью-Йоркской публике. Однако во время первого представления Конг освобождается и начинает крушить всё вокруг, после он похищает Дуэн и ищет убежища на крыше всемирного торгового центра, напоминающего ему две скалы на родном острове. Там его атакуют вертолёты, он падает на площадь и погибает. Подошедшие Прескотт и Дуэн слышат последние удары сердца Конга.
Несмотря на негативные отзывы критиков, фильм стал пятым самым кассовым фильмом 1976 года и получил номинацию на премию «Оскар» за «Лучшие визуальные эффекты», «Лучшую операторскую работу» и «Лучший звук», а также был удостоен специальной премии «Сатурн» в 1977 году. Актёрская работа Джессики Лэнг в этом фильме получила настолько разгромные отзывы кинокритиков, что на этом её актёрская карьера могла завершиться, толком не начавшись, однако известный кинокритик Полин Каэл похвалил её, сказав:

Фильм вызвал быстрый, но мечтательный образ Джессики Лэнг в стиле комиксов. Она имеет высокий широкий лоб и ясные прозрачные глаза Кэрол Ломбард в фильме «Мой слуга Годфри» (1936), но многие люди не были так дальновидны и не смогли оценить её артистизм, а также восторг и смех публики от её игры. Она красива, у неё есть талант, она должна вновь появиться перед кинокамерой и продолжить свою карьеру.
Оригинальный текст (англ.)The film caused a quick but dreamy image of Jessica Lange in the comic style. It has a high broad forehead and clear eyes, transparent Carole Lombard in "My man Godfrey" (1936), but many people were not so far-sighted and failed to appreciate its artistry and the delight and laughter of the audience from its games. She is beautiful, she has talent, she has to reappear in front of the camera and pursue a career.

Тем не менее, за свою роль Джессика Лэнг была удостоена премии «Золотой глобус» в номинации «Лучший дебют актрисы» в 1977 году.

### 1983 год:Прорыв в карьере и последующие роли
В 1979 году актриса снялась в роли ангела Анджелики в полубиографическом музыкальном фильме режиссёра и хореографа Боба Фосса «Весь этот джаз». Фильм получил главный приз Каннского кинофестиваля, четыре премии «Оскар», две премии BAFTA и премию «Золотой глобус», в основу картины легли реальные события из жизни режиссёра. В 1980 году Лэнг снялась в фильме «Как победить дороговизну жизни», вместе с Джейн Куртин и Сьюзан Сент-Джеймс. Фильм получил отрицательные отзывы критиков и был снят с прокатов. Год спустя актриса впечатлила критиков своей работой в криминально-драматическом фильме режиссёра Боба Рейфелсона «Почтальон звонит дважды», её главным партнёром стал Джек Николсон. После встречи с Лэнг в Нью-Йорке Рейфелсон записал её имя на листке бумаги, положил его в конверт и запечатал. После встреч на прослушиваниях с другими актрисами (хотя Боб Рейфельсон уже принял решение взять Джессику на роль в своём фильме, он боялся, что сделал выбор слишком быстро и хотел убедиться, что абсолютно прав) выбор пал между Джессикой Лэнг и Мерил Стрип, но после долгих раздумий он отдал роль Лэнг. В основе сюжета Фрэнк Чамберс — бродяга перебивающийся случайными заработками. Он останавливается в ресторане и знакомится с супругой хозяина Корой Смит, между ними возникает любовная связь, и вскоре они решают убить мужа Коры.

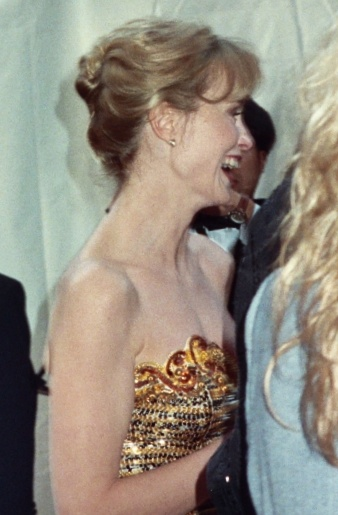
Джессика Лэнг на 62-й церемонии вручения премии «Оскар» 26 марта 1990 года

Большой прорыв в актёрской карьере Джессики Лэнг состоялся в 1983 году, когда она была номинирована на премию «Оскар» за роли в двух фильмах «Фрэнсис» (1982) и «Тутси» (1982), став тем самым первой актрисой до 40 лет, которая номинировалась на премию «Оскар» сразу в двух актёрских номинациях.
В первой категории она была номинирована на «Оскар» за «Лучшую женскую роль» в драматическом, биографическом фильме режиссёра Грэма Клиффорда «Фрэнсис», в котором также главные роли сыграли Ким Стэнли и Сэм Шепард. В основе сюжета реальная история голливудской актрисы Фрэнсис Фармер которая стала известна из-за своей скандальной и трагической судьбы, самыми нашумевшими стали факты о нескольких принудительных госпитализациях актрисы в психиатрическую больницу, о ней снято несколько фильмов, написано несколько книг, а также ей посвящено множество песен. В фильме присутствуют несколько интересных фактов, например сцена где Уолтер Фриман делает Фрэнсис Фармер трансорбитальную лоботомию (на самом дело точно неизвестно проводили ли актрисе подобную операцию на самом деле). Актёрская работа Джессики Лэнг получила высокие оценки кинокритиков и, кроме номинации на премию «Оскар» (которую получила Мерил Стрип, за роль в фильме «Выбор Софи»), она также была номинирована на премию «Золотой глобус» в категории «Лучшая женская роль — драма» и получила премию Московского международного кинофестиваля в 1983 году. Эта роль была изнурительным опытом для Джессики, на съёмочной площадке ей часто приходилось менять внешний вид и выплёскивать огромное количество негативных эмоций, поэтому к концу съёмок она была физически и морально истощена. После небольшого перерыва актриса решила сняться в менее трагичной картине и получила второстепенную роль в комедии Сидни Полака «Тутси» (1982).
Во второй категории актриса выиграла премию «Оскар» и «Золотой глобус» в номинациях «Лучшая женская роль второго плана» и «Лучшая женская роль второго плана — Кинофильм», а также была номинирована на премию BAFTA в категории «Лучшая женская роль второго плана» в классической кинокомедии режиссёра Сидни Поллака, «Тутси» (1982), снятой по мотивам пьесы Дона МакГвайра и Ларри Джелбарта. В основе сюжета жизнь безработного неудачника Майкла Дорси (его сыграл Дастин Хофман), который перевоплощается и становится популярной телевизионной актрисой Дороти Майклз (Джессика Лэнг сыграла в этом фильме роль медсестры Джули Николс).
Рабочим названием фильма являлось «Смог бы я солгать тебе?» («Would I Lie To You?»). Окончательный вариант предложил Дастин Хофман: Тутси — это кличка собаки, принадлежавшей его матери. Сцена, в которой героиня Джессики Лэнг тянется к телефону и вместо него хватает кукурузный початок, возникла по чистой случайности, но режиссёр решил оставить её в фильме. Все тексты, которые в фильме произносил Билл Мюррей (он сыграл драматурга Джеффа Слейтера), — чистая импровизация.
Картина дублировала в советском прокате на киностудии «Мосфильм» в 1983 году (роли исполняли Станислав Захаров, Ольга Гаспарова, Марина Дюжева и др.) . Фильм получил десять номинаций на премию «Оскар», а также был назван значимым явлением в культуре Библиотекой конгресса США и отобран для хранения в Национальном реестре фильмов. Фильм занял второе место в списке 100 самых смешных американских фильмов за 100 лет по версии AFI (Американского института киноискусства). По опросу американского издания 2015 года «Time Out New York» на звание Лучшего фильма всех времён, «Тутси» заняла первое место (в опросе принимали участие 73 знаменитости кино среди которых Жюльет Бинош, Майкл Шин, Киллиан Мёрфи и др.).
В 1984 году актриса сыграла роль фермерши Джевелл Айви в драматическом фильме режиссёра Ричарда Пирса «Деревня», её партнёрами по фильму стали Сэм Шепард, Уилфорд Бримли, Сандра Сикет, Алекс Харви и др. В основе сюжета история фермеров Дживелл и Гила Айви, у которых наступил неурожайный год, приведший их ферму к краху и правительство грозится забрать у них ферму, но Дживелл находит в себе силы для борьбы. За свою роль в этом фильме Лэнг была номинирована на премии «Оскар» и «Золотой глобус», за «Лучшую женскую роль».
В 1985 году Лэнг была приглашена на роль Пэтси Клайн в музыкально-биографическом фильме Карела Рейша, «Сладкие грёзы». Фильм рассказывает реальную историю жизни американской певицы в стиле кантри Пэтси Клайн, о трудных периодах в её семейной жизни и карьере. Как она познакомилась с Чарли Диком (его сыграл Эд Харрис), о взлёте в её певческой карьере и трагической гибели. Специально для этой роли Джессика перекрасила волосы в чёрный цвет. Съёмки фильма проходили на военной базе в Кентукки, Теннесси, Мэриленде и Западной Вирджинии. За свою роль в этом фильме Джессика Лэнг была в четвёртый раз номинирована на премию «Оскар» за лучшую женскую роль в 1986 году. В одном из интервью Мерил Стрип заявила, что умоляла Карела Рейша (с которым она уже работала в фильме «Женщина французского лейтенанта») взять её на роль Пэтси Клайн, но его выбор пал на Джессику Лэнг. Стрип также была достаточно удивлена её вокальным исполнением нескольких песен в фильме сказав:

Джессика просто удивительна в этой роли, она очень красива и талантлива, её искренняя и эмоциональная передача образа певицы, её характера, чувств и стиля. Её игра ощущается на физическом уровне и передаёт всю полноту переживаний главной героини. Я бы не смогла настолько близко подойти к этой роли и слиться с этим образом так как это сделала Джессика.
Оригинальный текст (англ.)Jessica is simply amazing in this role, she is very beautiful and talented, her sincere and emotional transmission of the image of the singer, her personality, feelings and style. Her performance is felt on a physical level and conveys all the fullness of the main character. I couldn't have so close to this role and merge with this image as did Jessica.

В 1989 году она сыграла адвоката Энн Талбот в драматическом фильме режиссёра Коста-Гавраса, «Музыкальная шкатулка», в котором рассказывается история венгерско-американского иммигранта Майкла Джона Ласло (его сыграл Армин Мюллер-Шталь), обвиняемого в том, что он был военным преступником, сюжет также связан с его дочерью адвокатом которая его защищает. Фильм получил приз «Серебряный медведь» на 46-м Берлинском международном кинофестивале в 1990 году, а Джессика Лэнг была номинирована на премии «Оскар» и «Золотой глобус» в категории «Лучшая женская роль» в 1990 году.
Другие её работы в кино на этот период времени: «Преступления сердца» (1986), «Дикий север» (1988) и «Стопроцентный американец для всех» (1989), не имели больших, финансовых успехов в прокате и хороших отзывов от критиков, хотя Джессику Лэнг часто хвалили за её исполнение ролей в этих фильмах.

### 1995 год:Второй «Оскар» и дальнейшие работы

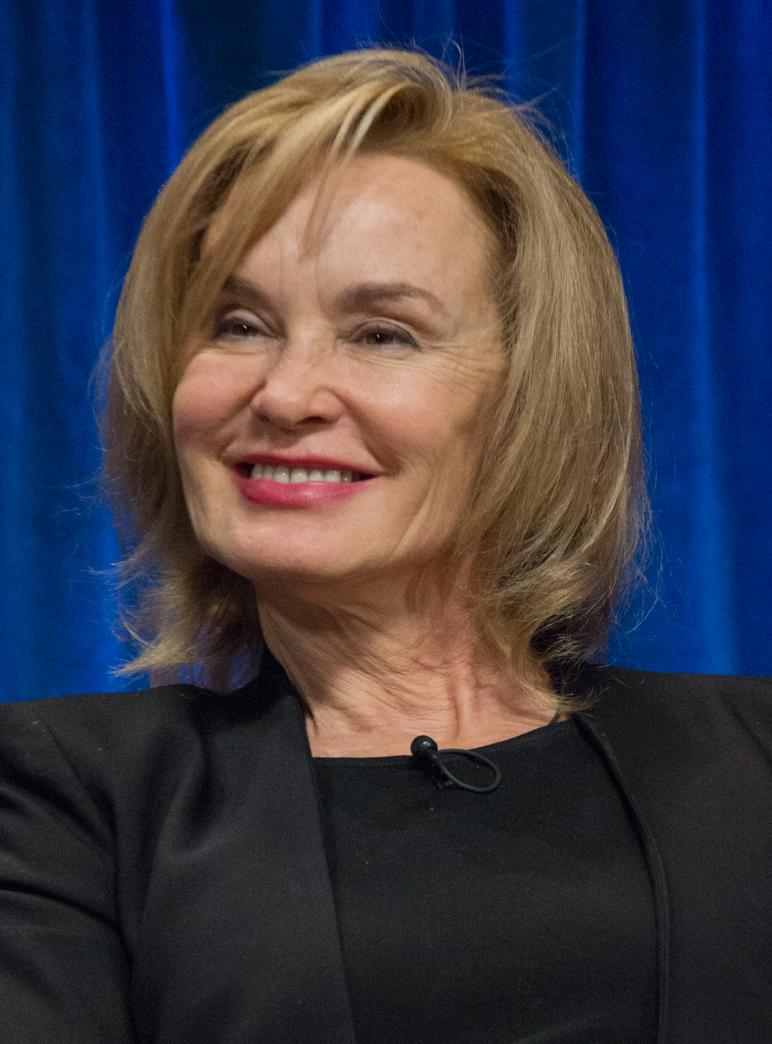
Джессика Лэнг на, во время интервью для телесериала «Американская история ужасов: Психбольница» в 2013 году

В 1990 году актриса сыграла роль Бет Маколей в драматическом фильме «Мужчины не уходят», за роль в котором получила номинацию на премию Национального общества кинокритиков США в 1991 году. Далее она снялась в ремейке одноимённого фильма Джей Ли Томпсона 1962 года «Мыс страха», который вышел в 1991 году, а после сыграла главную роль в драматическом, комедийном фильме «Ночь и город» (1992), который стал 12-м самым кассовым фильмом 1992 года. В этом же году она сыграла главную роль в телевизионном фильме «О Пионеры!», за роль в котором получила седьмую номинацию на премию «Золотой глобус». А после в этом же году состоялся её бродвейский дебют, она сыграла Бланш Дюбуа в пьесе Трамвай «Желание», её партнёром стал Алек Болдуин.
В 1994 году Джессика Лэнг сыграла роль Карли Маршалл в фильме-мелодраме режиссёра Тони Ричардсона «Голубое небо». Это был его последний фильм (в 1991 году он умер ещё до выхода фильма). Компания «Орион», не выпускала фильм до 1994 года в связи с отсутствием средств на организацию проката. В основе сюжета жизнь майора Генри (Хэнка) Маршалла (его сыграл Томми Ли Джонс) и его эксцентричной жены Карли, флиртующей с каждым встречным.
Из-за её постоянных выходок он вынужден вместе с ней и двумя дочерьми переезжать с одной военной базы на другую. Однажды во время работы инженером он обнаруживает что уровень радиации во время подземных испытаний атомного оружия превысил допустимый предел. Чтобы замять происшествие его по воле жены отправляют в психиатрическую больницу, которая думает что спасает мужа от тюрьмы. Но как только понимает что случилось, начинает напротив бороться за его освобождение. За свою роль в этом фильме Лэнг была удостоена второй премии «Оскар», третьей премии «Золотой глобус» в номинации «Лучшая женская роль» и в этой же категории была номинирована на премию Гильдии киноактёров США.
В 1995 году она сыграла главную роль в телефильме режиссёра Гленна Джордана «Трамвай „Желание“», снятом по пьесе Теннесси Уильямса. За эту роль актриса получила премию «Золотой глобус» за лучшую женскую роль в мини-сериале или телефильме" и в этой же категории была номинирована на премию «Эмми».
В том же году она получила хорошие отзывы критиков за роли в фильмах «Дело Исайи» (1995) и «Роб Рой» (1995). Начиная со второй половины 1990-х Джессика Лэнг стала реже появляться на экране, предпочитая работать в театре и заниматься воспитанием детей вместе со своим спутником жизни, знаменитым драматургом Сэмом Шепардом. В 1998 году она была номинирована на премию «Золотой глобус» в категории «Лучшая женская роль— драма» в фильме «Тысяча акров». В этом же году она сыграла главную роль в фильме «Кузина Бетта», за роль в котором получила хорошие отзывы критиков и после снялась в драматическом триллере «Наследство» (1998). Её работа в этом фильме была отрицательно воспринята критиками, в итоге Лэнг получила номинацию на премию «Золотая малина» за худшую женскую роль" в 1999 году.
Джессика Лэнг получила высокие отзывы критиков за роль Таморы в художественном фильме «Тит — правитель Рима», который был снят по трагедии Уильяма Шекспира «Тит Андроник», её партнёрами по фильму стали Энтони Хопкинс и Алан Камминг. Кинокритик Лиза Шурман высказала своё мнение о работе Лэнг в этом фильме:

У Джеесики Лэнг уже есть два «Оскара» с пятью номинациями, поэтому её появление возле слова Оскар никогда не должно быть сюрпризом. Но её смелое выступление в роли злой королевы Таморы — это изумление. То как она всегда остаётся смелой, тактичной и элегантной на сцене, смотреть на это просто потрясающе.
Оригинальный текст (англ.)Have Jeesica Lange already has two Oscars with five nominations, so her appearance near the words Oscar should never be a surprise. But her brave performance as the evil Queen Tamora is astounding. How it always remains a bold, discreet and elegant on stage, to look at it is just awesome.

В 2000-х годах актриса продолжала оставаться в стороне от коммерческого кинематографа, изредка снимаясь в авторских фильмах Вима Вендерса и Боба Дилана: «Нация прозака» (2001), «Шоу века» (2003), «Крупная рыба» (2003), «Сломанные цветы» (2005), «Входите без стука» (2005), «Неудачник» (2005), «Бонневиль» (2006) и «Сибила» (2007). В 2004 году она была номинирована на премию «Эмми» и «Золотой глобус» за «Лучшую женскую роль в мини-сериале или телефильме», «Нормальный» (2003).
В 2007 году актриса снялась в роли Эдит Бувье Бил старшей в телевизионном биографическом фильме-драме режиссёра Майкла Сакси «Серые сады». Съёмки проходили с октября по декабрь 2007 года в Торонто (Канада), премьера состоялась на американском кабельном телеканале HBO 16 апреля 2009 года. В основе сюжета реальная история двух эксцентричных родственниц Жаклин Кеннеди-Онассис, которые оказались в центре всеобщего внимания, когда отдел здравоохранения решил очистить их владения в Ист-Хамптоне, от заполонивших эту территорию енотов и мелких насекомых.
За свою роль Джессика Лэнг была удостоена премии «Эмми» в номинации «Лучшая женская роль в мини-сериале или фильме» и в этой же категории была номинирована на премию «Золотой глобус», а также на премию Гильдии киноактёров США в номинации «Лучшая женская роль в телефильме или мини-сериале». Но две последние статуэтки выиграла Дрю Бэрримор, которая также была её партнёршей по фильму.

### 2011 год:Современные проекты
В 2011 году актриса была утверждена на роль Констанс Лэнгдон в первом сезоне американского телесериала-антологии «Американская история ужасов», за которую она была удостоена премии «Эмми» за лучшую женскую роль второго плана в мини-сериале или фильме и премии «Золотой глобус» в номинации «Лучшая женская роль второго плана в мини-сериале или телефильме», а также премии Гильдии киноактёров США в номинации «Лучшая женская роль в драматическом сериале». Режиссёр Райан Мёрфи, который является поклонником Джессики Лэнг, выбрал её, потому что хотел выставить её работу на новое поколение зрителей.

В основе первого сезона «Дом убийца» психиатр Бен Хармон (Дилан Макдермотт), изменивший своей жене со студенткой, был пойман с поличным. Пытаясь спасти свой брак, семья Хармонов переезжает в ветхий особняк в Лос-Анджелесе, построенный в 20-х годах прошлого века. Вскоре они узнают что этот дом населён призраками всех тех, кто по каким-то причинам в нём умер. С самой первой серии появляется множество странных персонажей, чьи истории зрителю предстоит узнать.

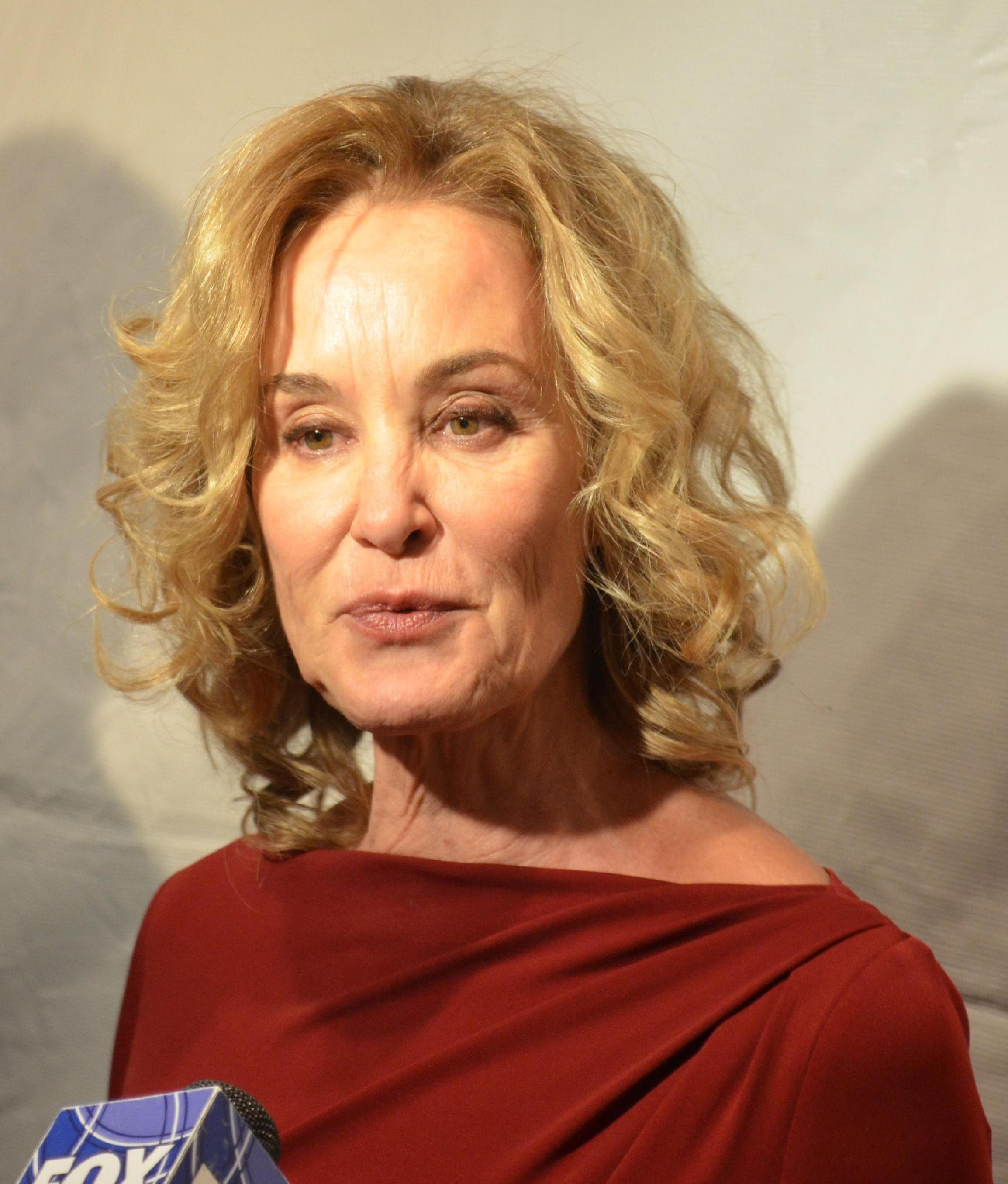
Джессика Лэнг на интервью для телеканала FX в 2012 году

В 2012 году актриса снялась во втором сезоне сериала в роли сестры Джуд, за которую была номинирована на премии «Эмми» и «Золотой глобус» в номинации «Лучшая женская роль в мини-сериале или телефильме».
Действия второго сезона «Психбольницы» проходят в психиатрической больнице для душевнобольных преступников «Брайарклифф» в 1964 году. Главой клиники является властная монахиня сестра Джуд, которой помогает сестра Мэри Юнис (Лили Рэйб) и основатель клиники монсеньор Тимоти Говард (Джозеф Файнс). Журналистка Лана Уинтерс (Сара Полсон), приезжает в клинику, чтобы увидеть главного подозреваемого в серии жестоких убийств Кита Уокера (Эван Питерс). Но, став свидетельницей жутких, вещей происходящих там, она по прихоти сестры Джуд попадает туда как одна из пациентов.
В 2013 году она сыграла главу ведьмовского шабаша Фиону Гуд в третьем сезоне сериала, который получил максимально высокие оценки критиков и имел отличные рейтинги. За свою роль Лэнг получила премию «Эмми» в номинации «Лучшая женская роль в мини-сериале или телефильме» и в этой же категории была номинирована на премию «Золотой глобус». События «Шабаша» разворачиваются через 300 лет после печально известного судебного процесса над салемскими ведьмами, в результате которого около 20 человек было повешено и почти две сотни оказались за решёткой. Те из них, кто сумел избежать жестокой расправы, теперь находятся на грани исчезновения. Очередная загадочная атака на ведьмовской род заставляет группу юных колдуний отправиться в специальную школу в Новый Орлеан. Вскоре в город приезжает верховная ведьма Фиона Гуд, преисполненная желанием защитить свой клан.
В четвёртом сезоне — «Фрик-шоу», в котором актриса исполнила роль Эльзы Марс, хозяйки цирка уродов, а позднее — ведущей собственного ночного шоу. За свою роль актриса была номинирована на премии «Эмми» и «Золотой глобус» в номинации «Лучшая женская роль в мини-сериале или телефильме». Четвёртый сезон начинает своё повествование в тихом, спокойном пригороде Джупитера, штат Флорида. Действие происходит в 1952 году, когда в город прибывает группа диковинных актёров, после чего в городе начинают происходить странные и неподдающиеся объяснениям события.
Кроме актёрской работы в этом сериале, Лэнг также записала и исполнила несколько кавер-версий песен «Life on Mars» и «Gods and Monsters». Эти песни и её вокальное исполнение имели хорошие отзывы на сайтах YouTube и Tunes, а также нескольких других музыкальных сайтах. В 2015 году Джессика Лэнг официально заявила, что покидает сериал «Американская история ужасов».
Далее актриса снялась в роли Риты Торнтон в фильме «Клятва» (2012), а после заменила Гленн Клоуз на роль мадам Ракен в фильме «Тереза Ракен» (2013) режиссёра Чарли Стрэттона, её роль в этом фильме получила восторженные отзывы критиков. После она сыграла роль Роберты в фильме «Игрок» (2014). В 2016 году снялась в роли Мэдди в комедийном фильме режиссёра Энди Теннанта «Молодость по страховке», а также в роли Марши в трёх эпизодах интернет-сериала «Хорас и Пит» (2016).
19 апреля 2015 года в Бродвейском театре состоялась премьера пьесы «Долгий день уходит в ночь», в которой Лэнг сыграла Мэри Тайрон женщину с морфиновой зависимостью (она уже играла эту роль на сцене Лондонского театра в 2000 году и была номинирована на премию «Премию Лоренса Оливье», как «Лучшая актриса в пьесе»), продюсером этой пьесы стал Райан Мёрфи. За свою роль в нынешнем спектакле актриса была удостоена высшей американской театральной премии «Тони» в номинации «Лучшая женская роль в пьесе» в 2016 году.
В мае 2016 года было объявлено, что Джессика Лэнг вернётся на телевидение с ролью Джоан Кроуфорд в телесериале-антологии канала FX «Вражда», который был создан Райаном Мёрфи, Джаффе Коэном и Майклом Замом. Премьера первого сезона «Бетт и Джоан» состоялась 5 марта 2017 года, в котором Лэнг также выступила в роли сопродюсера. В основу сюжета проекта легла реальная история о знаменитом соперничестве Джоан Кроуфорд с Бетт Дэвис во время съёмок фильма «Что случилось с Бэби Джейн?» (1962). За эту роль актриса была номинирована на премии «Эмми», «Золотой глобус» и премию Гильдии киноактёров США в номинации «Лучшая женская роль в мини-сериале или телефильме».
В 2018 году Джессика вернулась в восьмой сезон сериала «Американская история ужасов», где она снова сыграла Констанс Лэнгдон. За свою роль в этом проекте Лэнг была номинирована на премию «Эмми» в категории «Лучшая приглашённая актриса в драматическом телесериале».

## Другие виды деятельности

### Политика и благотворительность
Джессика Лэнг является послом доброй воли в детском фонде Организаций Объединённых Наций (ЮНИСЕФ), который специализируется на ВИЧ/СПИД эпидемии в демократической Республике Конго и в распространении осведомлённости об этой болезни в России. На этом посту актриса предприняла ряд важных акций в поддержку сирот России и оказании помощи по реабилитации детей, жертв террористического акта в Беслане.
Она также публично критиковала политику бывшего президента США — Джорджа Буша-младшего, назвав его администрации и политику «эгоистичным режимом обмана, лицемерия и агрессии». В начале 1990-х годов Джессика Лэнг принимала участие в программах помощи детям-инвалидам из Румынии.

### Литература и фотография

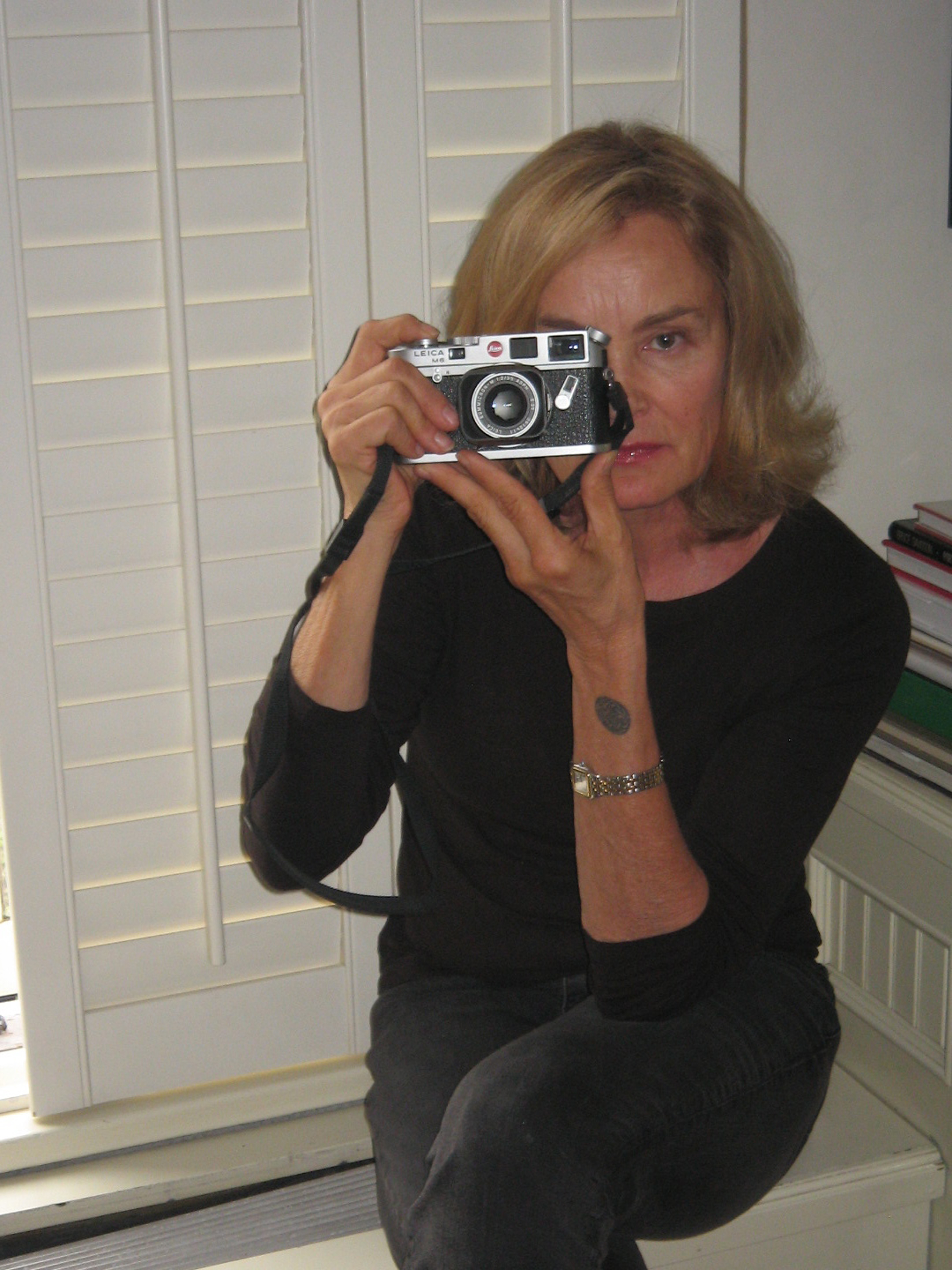
Джессика Лэнг во время работы над коллекцией «» в 2008 году

## Изображение некоторых фотографических работ Джессики Лэнг

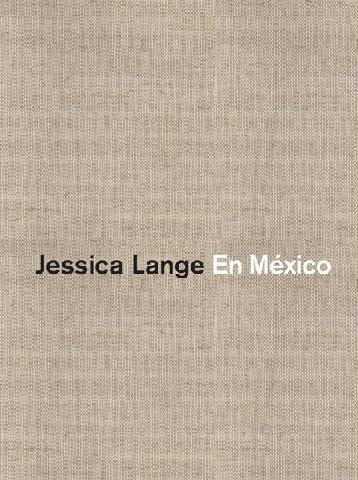
Титульный лист второго сборника фотографий «» (2010)
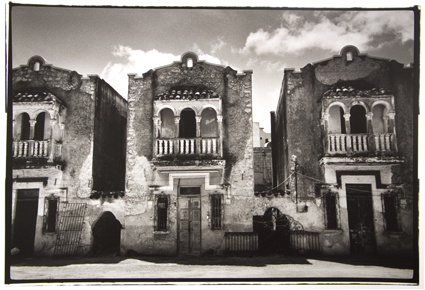
Фотография из коллекции «» (2008)
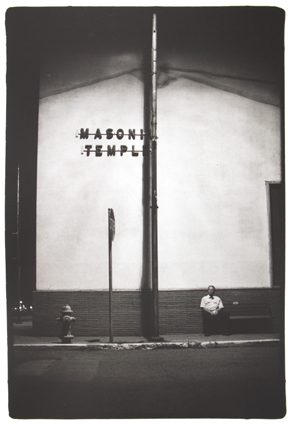
Фотография из коллекции «» (2008)
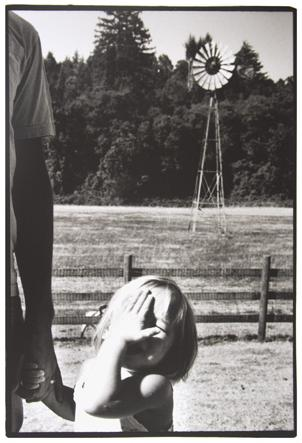
Фотография из коллекции «» (2008)
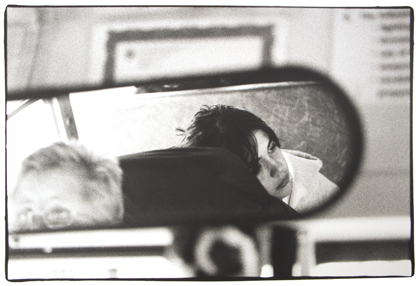
Фотография из коллекции «» (2008)

### Семья и отношения

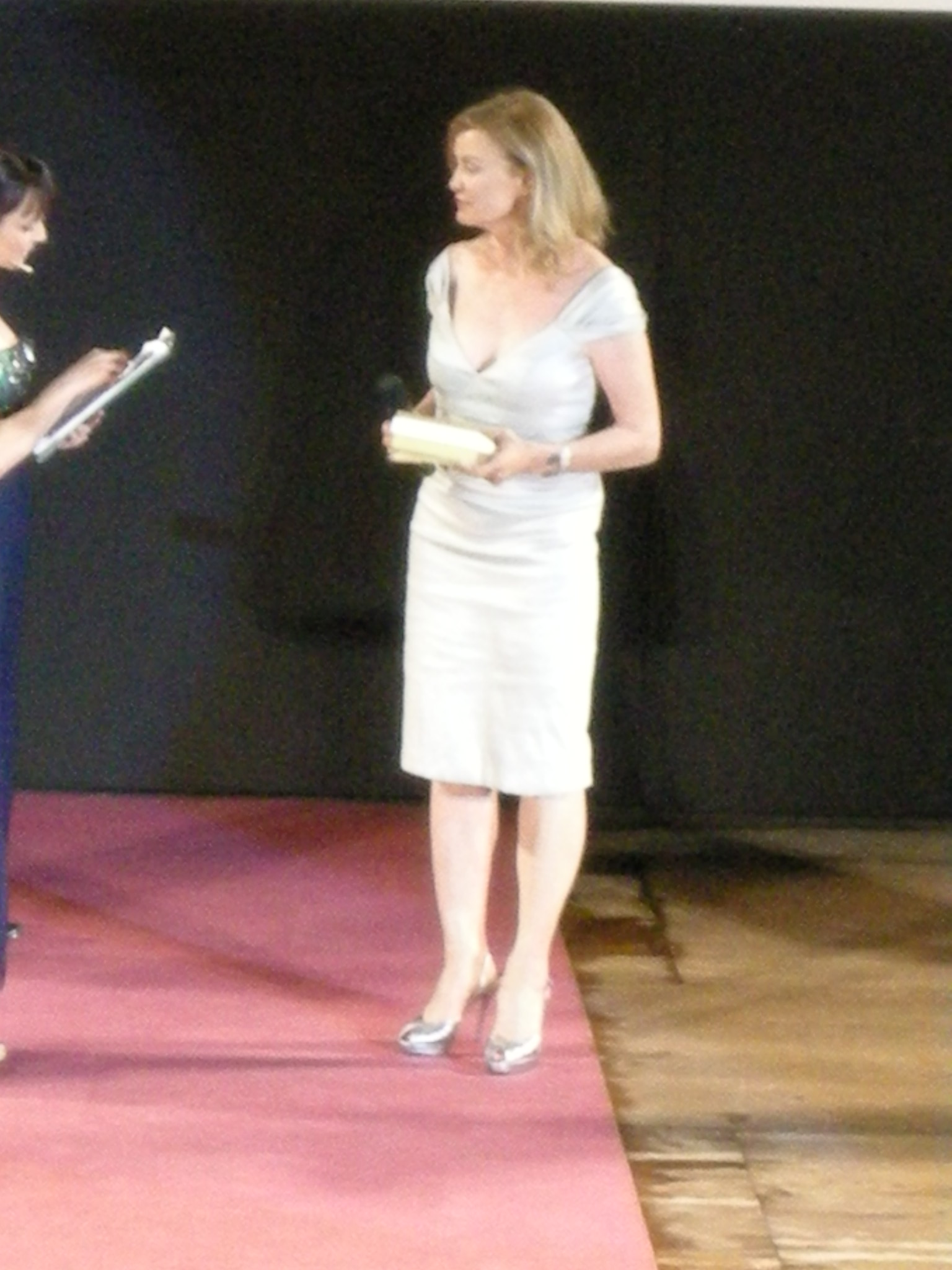
Джессика Лэнг на кинофестивале «Taormina» в 2009 году